# Erkin Koray
Erkin Koray (* 24. Juni 1941 in Kadıköy, İstanbul; † 7. August 2023 in Toronto) war ein türkischer Musiker. Er gilt als einer der bedeutendsten Musiker des Anadolu Rock, der in den 1960er Jahren entstandenen türkischen Rockmusik.

## Leben und Karriere
Koray wurde am 24. Juni 1941 im Istanbuler Stadtteil Kadıköy geboren. Erkins Mutter Vecihe Koray unterrichtete im İstanbul-Staatskonservatorium (İstanbul Belediye Konservatuarı) klassische westliche Musik am Piano. Hierdurch hatte die Musik einen frühen Einfluss auf Erkin und er bekam im Alter von fünf Jahren Pianounterricht von seiner Mutter. Während seiner Zeit auf dem Gymnasium lernte er die Rockmusik kennen. Da er gleichzeitig das Konservatorium besuchte, verbesserte er sein Pianospiel. Am 29. Dezember 1957 gab er im Alter von 16 Jahren im Galatasaray-Gymnasium sein erstes Konzert auf dem Piano.
Erkin Koray äußerte sich zu seiner Karriere in dem Film Crossing The Bridge – The Sound of Istanbul von Fatih Akın. Ihm seien im Lauf seiner Karriere immer wieder Hindernisse in den Weg gelegt worden, weil das von ihm bevorzugte Genre der Rockmusik in der damaligen Türkei kaum populär war. So veröffentlichte er in den 1970er/80er Jahren zum Teil bei Plattenfirmen in Deutschland, die Musik von Künstlern mit Migrationshintergrund produzierten.
Erkin Koray gilt als einer der Wegbereiter des Anadolu Rock und damit einer neuen Musikkultur und eines neuen Musikverständnisses in der Türkei.
Koray verbrachte die letzten Jahre seines Lebens in Kanada. Am 7. August 2023 starb Koray im Krankenhaus von Toronto im Alter von 82 Jahren.

## Diskografie
Alben
- 1973: Erkin Koray (Von der Plattenfirma „İstanbul Plak“, unter Mitwirkung des Komponisten und Arrangeurs Jerzy Ziembrowski,[3] ohne die Erlaubnis von Erkin Koray veröffentlicht.)
- 1974: Elektronik Türküler (Elektronische Lieder)
- 1976: Erkin Koray 2 (Von der Plattenfirma „Doğan Plak“ ohne die Erlaubnis von Erkin Koray veröffentlicht.)
- 1977: Erkin Koray Tutkusu (Die Erkin Koray-Sucht)
- 1982: Benden Sana (Von mir an dich)
- 1983: İllâ Ki (Unbedingt)
- 1985: Ceylan (Reh)
- 1986: Gaddar (Grausam)
- 1987: Aşkımız Bitecek (Unsere Liebe wird enden)
- 1988: Çukulatam Benim (Meine Schokolade)
- 1989: Hay Yam Yam
- 1990: Tamam Artık (Es reicht)
- 1991: Tek Başına (Auf eigene Faust)
- 1996: Gün Ola, Harman Ola (Abwarten, wer weiß, was kommt)
- 1999: Devlerin Nefesi (Der Atem der Riesen)

| Singles - 1962: Bir Eylül Akşamı / It’s So Long – Melodi 2194 1966 - 1966: Balla Balla / You’ve Got To Hide Your Love Away / Watcha Gonna Do About It / It’s All Over Now – Sayan EP FS78 - 1967: Kızlarıda Alın Askere / Aşk Oyunu – İstanbul 9073 - 1967: Anma Arkadaş / Anadolu'da Sevdim – İstanbul 9084 - 1968: Meçhul / Çiçek Dağı – Altın Mikrofon Hürriyet Gazetesi - 1968: Hop Hop Gelsin / Çiçek Dağı – İstanbul 9093 - 1969: Aşka Dönüyorum / Yine Yalnızım – İstanbul 9101 - 1969: Sana Bir Şeyler Olmuş (Bir Na Na Na Şarkısı) – İstanbul 9111 - 1970: Belki Bir Gün Anlarsın / Nihansın Dideden – İstanbul 9145 - 1970: İstemem / Köprüden Geçti Gelin – İstanbul 9161 - 1970: Kendim Ettim Kendim Buldum – İstanbul 9165 - 1970: Meçhul / Ve... – Diskotür DT 5001 - 1970: Gel Bak Ne Söylicem / Gün Doğmuyor – Diskotür 5009 - 1971: Senden Ayrı / Bu Sana Son Mektubum – İstanbul 9183 (Original: Umm Kulthum – Enta Omri) - 1971: Kıskanırım / İlahi Morluk – İstanbul 9184 - 1971: Yağmur / Aşka İnanmıyorum – İstanbul 9200 - 1972: Sen Yoksun Diye / Goca Dünya – İstanbul 9226 - 1972: Hor Görme Garibi / Züleyha – İstanbul 9241 - 1973: Mesafeler / Silinmeyen Hatıralar – İstanbul 9254 - 1974: Eyvah – Doğan 501 - 1974: Krallar / Dost Acı Söyler – Doğan 504 - 1974: Komşu Kızı – Doğan 505 - 1975: Estarabim – Doğan 509 - 1976: Tımbıllı – Doğan 512 - 1976: Gönül Salıncağı / Hayat Bir Teselli – Doğan 516 - 1976: Cümbür Cemaat / Sevdiğim – Kervan 114 - 1977: Düşünüş / Hadi Hadi Ordan – Kervan 123 - 1977: Sanma / Olmayınca Olmuyor – Kervan 133 | Bekannte Songs - 1969: Seni Her Gördüğümde - 1970: Aşkımız Bitecek - 1974: Fesupanallah (Original: Samir Yazbeck – Weili Min Hobbon) - 1974: Şaşkın (Original: Samira Tewfik – Al Eyn Molayten) - 1975: Sevince - 1975: Yalnızlar Rıhtımı - 1976: Arap Saçı - 1983: Tek Başına - Çöpçüler - Cemalım - Öyle Bir Geçer Zaman Ki |